# 光学的文字認識 (Unicodeのブロック)
光学的文字認識（こうがくてきもじにんしき、英語: Optical Character Recognition）は、Unicodeの83個目のブロック。

## 解説
光学文字認識（OCR）や磁気インク文字認識（MICR）などの文字認識方式で用いられる記号を収録している。主に銀行や郵便システムなどで用いられる。

Unicodeのバージョン1.0においても「光学的文字認識(Optical Character Recognition)」というブロック名で制定されていた。

## 収録文字
| コード | 文字 | 文字名（英語）                 | 用例・説明                                                                                            |
| ------ | ---- | ------------------------------ | --- |
| OCR-A  |      |                                | |
| U+2440 | ⑀    | OCR HOOK                       | 光学文字認識（OCR）で用いられる記号。OCR-Aと呼ばれるフォントに由来する。                              |
| U+2441 | ⑁    | OCR CHAIR                      | 光学文字認識（OCR）で用いられる記号。OCR-Aと呼ばれるフォントに由来する。                              |
| U+2442 | ⑂    | OCR FORK                       | 光学文字認識（OCR）で用いられる記号。OCR-Aと呼ばれるフォントに由来する。                              |
| U+2443 | ⑃    | OCR INVERTED FORK              | 光学文字認識（OCR）で用いられる記号。OCR-Aと呼ばれるフォントに由来する。                              |
| U+2444 | ⑄    | OCR BELT BUCKLE                | 光学文字認識（OCR）で用いられる記号。OCR-Aと呼ばれるフォントに由来する。                              |
| U+2445 | ⑅    | OCR BOW TIE                    | 光学文字認識（OCR）で用いられる記号。OCR-Aと呼ばれるフォントに由来する。                              |
| MICR   |      |                                | |
| U+2446 | ⑆    | OCR BRANCH BANK IDENTIFICATION | 磁気インク文字認識で用いられるE-13B MICRフォントにおいて銀行コードを区切るために用いられる(transit)。 |
| U+2447 | ⑇    | OCR AMOUNT OF CHECK            | 取引金額を区切るために用いられる(amount)。                                                            |
| U+2448 | ⑈    | OCR DASH                       | 顧客口座番号を区切るために用いられる(on-us)。 Unicode名称は誤っている。                               |
| U+2449 | ⑉    | OCR CUSTOMER ACCOUNT NUMBER    | ルーティング番号や口座番号などの数字の一部を区切るために用いられる(dash)。 Unicode名称は誤っている。  |
| OCR    |      |                                | |
| U+244A | ⑊    | OCR DOUBLE BACKSLASH           | |

## 小分類
このブロックの小分類は「OCR-A」（OCR-A）、「MICR」（MICR）、「OCR」（OCR）の3つとなっている。

### OCR-A（OCR-A）
この小分類には光学文字認識（OCR）で用いられる記号が収録されている。OCR-Aと呼ばれるフォントに由来する。

### MICR（MICR）
この小分類には欧米の銀行での小切手処理に使われた磁気インク文字認識（MICR）と呼ばれる文字認識システムで用いられる記号が収録されている。
これらの記号はE-13B MICRと呼ばれるフォントに由来し、ISO 1004:1995 で標準化されている。Unicode 文字名には誤った名称のまま収録されてしまったものがいくつか含まれている。

### OCR（OCR）
この小分類には光学文字認識（OCR）で用いられる記号が収録されている。

## 文字コード
| 光学的文字認識(Optical Character Recognition)[1] Official Unicode Consortium code chart (PDF) |   |   |   |   |   |   |   |   |   |   |   |   |   |   |   |   |
|                                                                                               | 0 | 1 | 2 | 3 | 4 | 5 | 6 | 7 | 8 | 9 | A | B | C | D | E | F |
| U+244x                                                                                        | ⑀ | ⑁ | ⑂ | ⑃ | ⑄ | ⑅ | ⑆ | ⑇ | ⑈ | ⑉ | ⑊ |   |   |   |   |   |
| U+245x                                                                                        |   |   |   |   |   |   |   |   |   |   |   |   |   |   |   |   |
| 注釈 1.^バージョン16.0時点                                                                    |   |   |   |   |   |   |   |   |   |   |   |   |   |   |   |   |

## 履歴
以下の表に挙げられているUnicode関連のドキュメントには、このブロックの特定の文字を定義する目的とプロセスが記録されている。
| バージョン | コードポイント | 文字数 | L2 ID | ドキュメント |
| ---------- | -------------- | ------ | ----- | ------------ |
| 1.0        | U+2440..244A   | 11     |       |              |
| 1.         |                |        |       |              |